# Prespanské jezero
Prespanské jezero (makedonsky Преспанско Езеро, albánsky Liqeni i Prespës, řecky Λίμνη Μεγάλη Πρέσπα) je jezero v západní části Balkánského poloostrova na území Severní Makedonie, Albánie (kraj Korçë) a Řecka (Západní Makedonie). Nachází se v mezihorské tektonické kotlině. Nedaleko v Řecku se nachází Malé Prespanské jezero. Severní a východní břehy jsou pozvolné a mírně členité, zatímco jižní a západní břehy jsou strmé s hlubokými zálivy. Má rozlohu 285 km² (z toho 185 km² v Severní Makedonii, 51,5 km² v Albánii a 48,5 km² v Řecku). Dosahuje maximální hloubky 54 m. Leží v nadmořské výšce 853 m.

## Vodní režim
Do jezera přitéká podzemní voda z pramenů na dně a povrchová voda z řek Golema Reka, Brajčinska, Kranska, Istočna, Bolnska a Pretorska reka (Severní Makedonie) a Stara Reka v Řecku. Voda z něj odtéká podzemní řekou přes krasové dutiny pod pohořím Galičica do Ohridského jezera, které leží 16 km na severozápad o 158 m níže. Každoroční kolísání hladiny dosahuje 1,5–2 m.

## Ostrovy
Na jezeře se nacházejí dva ostrovy. Golem Grad je rezervací pro svou specifickou geomorfologickou strukturu, flóru, faunu a historickou část. Je 750 m dlouhý, 450 m široký a dosahuje výšky 30 m nad hladinou jezera. Mal Grad je menší asi 300 m dlouhý, 150 m široký a dosahuje výšky 25 až 30 m nad hladinou jezera.
Každý rok jsou ostrovy navštěvovány archeology, kteří zde provádějí výzkum. Jsou zde zbytky raně křesťanské kultury a kostel Panny Marie (Kisha e Shën Marisë) ze slovanského období.

## Osídlení pobřeží
Na severomakedonském pobřeží leží vesnice Stenje, Oteševo, Asamati, na řeckém Psarades a na albánském Pusteci a Collomboci. Na jezeře je rozšířené rybářství.